# さあ太陽を呼んでこい
「さあ太陽を呼んでこい」（さあたいようをよんでこい）は、日本の楽曲。作詞：石原慎太郎、作編曲：山本直純。

## 解説
1963年12月、NHKの『みんなのうた』で紹介。石原慎太郎作詞で、「夜明け」に例えて人生を豪快に歌った楽曲。
その後、同じくNHKの『歌のメリーゴーラウンド』でも放送された。
『みんなのうた』では、当初は東京放送児童合唱団が歌ったが、1965年12月に西六郷少年少女合唱団と立川清登に歌手を変えたリメイク版が放送された。その後、双方とも全く再放送されなかったが、2011年8月にリメイク版がラジオのみで放送され、45年半振りの再放送となった。

## カバー版
東京放送児童合唱団版はキングレコードから発売されたが、西六郷・立川版は未発売。しかし、倍賞千恵子 & ボニージャックス、友竹正則、嘉手納洋子 & 東京都調布市立第一小学校 & 福島ゆき（ビクターエンタテインメントから発売。1986年発売『小学生のための心のハーモニー ベスト120 vol.5』に収録）が歌ったバージョンも存在する。

### 倍賞千恵子&ボニージャックスのシングル
1964年3月10日にキングレコードから発売。規格品番はBS-2。B面には、同じく『みんなのうた』で紹介された楽曲である「口笛ふいて」を収録。
収録曲
1. さあ太陽を呼んでこい
作詞：石原慎太郎、作・編曲：山本直純
2. 口笛ふいて
作詞：中原光夫、作曲：K.Alford、編曲：山本直純